# Contagem
Contagem est une ville brésilienne du centre de l'État du Minas Gerais. Sa population était estimée à 603 442 habitants en 2010. La municipalité s'étend sur 194 km2.
Elle fait partie de la région métropolitaine de Belo Horizonte.

## Communications
L'indicatif de Contagem (MG) est le 31.

## Personne Populaire
Kay (né en 1999), Double champion du monde de la Sunday League de Ultimate Racing 2D.